# Schizofrenia prosta
Schizofrenia prosta – jeden z typów schizofrenii charakteryzujący się brakiem występowania objawów wytwórczych i występowanie jedynie objawów negatywnych (np. brak woli, spłycenie afektu, apatia).
Przebieg schizofrenii prostej rozpoczyna się od coraz bardziej zwiększającego się zobojętnienia, obniżenia nastroju i brakiem zainteresowania własnym losem i otoczeniem. Stosunek chorego do otoczenia staje się coraz bardziej pozbawiony emocji, a sama osoba staje się wyalienowana.
W Polsce rozpoznawana jest bardzo rzadko (około 1% pacjentów).

## Kryteria diagnostyczne
Kryteria diagnostyczne schizofrenii prostej A. Kalinowskiego:
- zmniejszenie ogólnej aktywności i inicjatywy;
- stopniowa utrata zainteresowania;
- autyzm;
- naruszenie kontaktu z otaczającymi ludźmi, aż do samoizolacji;
- formalne zaburzenia myślenia;
- zaburzenia afektywne (zubożenie i nieadekwatność emocji);
- ambiwalencja;
- często niezdolności zdania sobie sprawy z własnej choroby.